# Битка при Оканя
Битката при Оканя е сражение на 19 ноември 1809 г., по време на Полуостровната война, между френските сили на маршал Никола Султ и крал Жозеф Бонапарт и испанската армия на Хуан Карлос де Ареизага.
Испанците преживяват най-голямото си поражение във войната. Испанската армия от 51 000 души губи близо 19 хиляди убити, ранени, пленени и дезертирали, а французите побеждават най-вече поради умелото използване на кавалерията си.